# Moda na niebranie
Moda Na Niebranie – audycja radiowa poświęcona narkotykom i narkomanii. Utworzona w październiku 2005.
Akcję sprzeciwu wobec wczesnych inicjacji narkotykowych i eksperymentom ze środkami odurzającymi wśród dzieci i młodzieży, której organizatorem jest Adam Nyk, kierownik Rodzinnej Poradni Profilaktyki i Terapii Uzależnień Monar w Warszawie, wspierało Polskie Radio Bis, patronujące temu przedsięwzięciu w cotygodniowym wydaniu audycji Renaty Żuchowskiej "Moda na niebranie". 
W każdej audycji można było usłyszeć wypowiedzi specjalistów w leczeniu narkomanii, samych narkomanów, oraz otrzymać informacje jak uzyskać pomoc.
Audycja nadawana była w każdy poniedziałek od godz. 22 do 24 w radiu BIS.